# Senzualismus

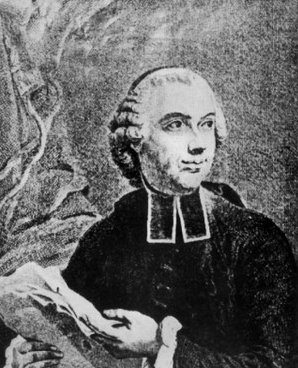
Étienne Bonnot de Condillac (1715–1780): francouzský filozof, ekonom, psycholog, encyklopedista, katolický kněz a spisovatel patří mezi nejvýznamnější představitele senzualismu.

Senzualismus (z latinského sensus — smysl, počitek) je filosofický směr, který uznává počitky za jediný zdroj poznání. Senzualismus je zvláštní formou empirismu. a významný hlavně ve Francii 18. století.[zdroj?] Existuje senzualismus materialistický (Holbach, Helvétius, Feuerbach) a idealistický (George Berkeley, David Hume, Kant, Ernst Mach, Richard Avenarius, Bogdanov).
Sensualismus je silně ovlivněn empirismem, zvláště dílem Johna Locka Rozprava o lidském rozumu (1690), kde se tvrdí, že původ všech našich idejí je v počitcích. Stejně jako empirismus se sensualismus vymezuje hlavně proti karteziánskému racionalismu a jeho vrozeným idejím, ale stejně tak proti Malebranchovi a Leibnizovi.
Nejvlivnějšími zástupci sensualismu jsou Étienne Bonnot de Condillac a Claude-Adrien Helvétius.
Sensualismus jde dále než Lockův empirismus: tvrdí nejen to, že neexistují vrozené ideje, ale že neexistují ani vrozené duševní schopnosti. Vjem a vědomí jsou ztotožněny.